# Nomindra
Genre
Nomindra est un genre d'araignées aranéomorphes de la famille des Gnaphosidae.

## Distribution
Les espèces de ce genre sont endémiques d'Australie.

## Liste des espèces
Selon World Spider Catalog (version 19.5, 21/12/2018) :
- Nomindra arenaria Platnick & Baehr, 2006
- Nomindra barlee Platnick & Baehr, 2006
- Nomindra berrimah Platnick & Baehr, 2006
- Nomindra cocklebiddy Platnick & Baehr, 2006
- Nomindra cooma Platnick & Baehr, 2006
- Nomindra fisheri Platnick & Baehr, 2006
- Nomindra flavipes (Simon, 1908)
- Nomindra gregory Platnick & Baehr, 2006
- Nomindra indulkana Platnick & Baehr, 2006
- Nomindra jarrnarm Platnick & Baehr, 2006
- Nomindra kinchega Platnick & Baehr, 2006
- Nomindra leeuweni Platnick & Baehr, 2006
- Nomindra ormiston Platnick & Baehr, 2006
- Nomindra thatch Platnick & Baehr, 2006
- Nomindra woodstock Platnick & Baehr, 2006
- Nomindra yeni Platnick & Baehr, 2006

## Systématique et taxinomie
Ce genre a été déplacé des Prodidomidae aux Gnaphosidae par Azevedo, Griswold et Santos en 2018.

## Publication originale
- Platnick & Baehr, 2006 : A revision of the Australasian ground spiders of the family Prodidomidae (Araneae, Gnaphosoidea). Bulletin of the American Museum of Natural History, no 298, p. 1-287 (texte intégral).